# Utah Mammoth
A Utah Mammoth (2024 és 2025 között: Utah Hockey Club) egy professzionális amerikai jégkorongcsapat a Utah állambeli Salt Lake Cityben. A klub a National Hockey League nyugati főcsoportjának központi divíziójában szerepel. A csapatot 2024-ben alapították az Arizona Coyotes NHL-es jogainak megvásárlását követően.

## Története

### Előzmények
Az Arizona Coyotes jelentős összeggel tartozott a hazai mérkőzéseinek helyszínt biztosító Gila River Arenának és Glendale városának. Mivel ezeket a tartozásokat a csapat nem rendezte, ezért 2021 augusztusában a város bejelentett, hogy a 2022-ben lejáró szerződést nem hosszabbítja meg. A Coyotes 2022 nyarán a közeli Tempébe költözött, ahol a mindössze 5500 fős Mullett Arenában kapott helyet. A tervek szerint a városban épült volna egy szórakoztatónegyed, benne egy 16 000 fős csarnokkal. Ez 30 éven át évi 430 millió dolláros terhet jelentett volna Tempének. A városi vezetés népszavazást tartott a beruházásról, amit a lakosság elutasított. A Coyotes NHL-es tagsága az évek óta tartó veszteségek és a nem megfelelő szintű stadion miatt tarthatatlanná vált, annak ellenére, hogy az NHL kifejezetten támogatta a liga déli terjeszkedését. Felmerült lehetséges otthonként Houston, Atlanta, Portland, Kansas City, Québec, Hamilton, Halifax.
2024-ben az Utah Jazz kosárlabdacsapat tulajdonosai Ryan és Ashley Smith ajánlatot tettek a Coyotes megvásárlására. A csapatot Salt Lake Citybe költöztették. A mérkőzéseket a Jazz otthonában a Delta Centerben (a tulajdonosa Ryan Smith) rendezik. A Coyotes nevet a korábbi tulajdonos Alex Meruelo nem adta el, így a klubnak új nevet kellett találni. A csapat az első szezonban Utah HC néven szerepel, a végső nevét azt követően veszi fel. Az Utah HC színei a sziklafekete (a hegyek éjszakai sötétségét és a vulkanikus kőzeteket jelképezi), a sófehér (sós síkságok és a hó) és a hegykék (a tiszta égbolt).

### Kezdeti évek
A klub első draftolt játékosa TJ Iginla, Jarome Iginla fia lett.

## Játékosok

### Csapatkapitányok
- Clayton Keller (2024–)[7]

### Menedzserek
- Bill Armstrong, 2024–napjainkig

### Vezetőedzők
- André Tourigny, 2024–napjainkig